# 凯蒂尔·卡尔松
凱蒂爾·卡爾松（瑞典語：Kettil Karlsson，約1433年—1465年8月11日）是一位瑞典神職人員、外交家、軍事領袖及政治家，出自瑞典著名的瓦薩家族，是卡爾·克里斯蒂恩松和妻子來自丹麥貴族的埃巴·埃里克斯多特的兒子。在卡爾馬聯盟時期曾擔任瑞典國家執政（1464年12月26日－1465年8月11日）。
凱蒂爾·卡爾松於1454年8月報讀羅斯托克大學，其後於1455年6月16日入讀魯汶大學。當他完成碩士課程後回到瑞典，在烏普薩拉教區當上法政牧師，當時他的表兄小延斯·本格特松是烏普薩拉教區主教。當丹麥國王克里斯蒂安一世於1457年成為瑞典國王，克里斯蒂安一世欽點凱蒂爾·卡爾松為林雪平教區助理主教。1458年4月，當上一任主教去世後，年僅25歲的凱蒂爾·卡爾松被選為林雪平教區主教。教宗庇護二世於1459年9月24日正式確認和授權，但是要等待到1460年3月才收到羅馬教廷的正式批准。
自1457年起，被廢黜的國王卡爾八世一直在但澤流亡。1460年代初，關於卡爾八世的即將回歸的傳聞令克里斯蒂安一世試圖增加對瑞典的政治控制。1463年，國王克里斯蒂安一世從芬蘭回到瑞典後立即將在逗留芬蘭期間統治瑞典的隆德大主教小延斯·本格特松帶回哥本哈根關押，因為大主教拒絕執行國王的稅收政策。與大主教有關係的奧克森謝納家族和瓦薩家族的親屬包括凱蒂爾·卡爾松糾集大批貴族及武裝了的農民支持者對克里斯蒂安一世作出武力對抗。叛軍以凱蒂爾·卡爾松他們在為起義領袖在斯莫蘭北部及東約特蘭圍困及攻打聯盟軍隊控制的皇家城堡。他們的親屬聚集在北部的西曼蘭、達拉納及烏普蘭等省份，那裡的農民和礦工強烈反對克里斯蒂安一世的稅收和對外貿易政策。1464年2月，凱蒂爾·卡爾松在韋斯特羅斯當選成為瑞典分離主義者的首領。他簡要地圍攻斯德哥爾摩，但是在收到克里斯蒂安一世的丹麥軍隊將會由南方而來並在路途中掠奪凱蒂爾·卡爾松在林雪平城堡的住所消息後就立即撤去。1464年4月17日，凱蒂爾·卡爾松的分離主義者軍隊在韋斯特羅斯以北發生的哈克戰役中赢了決定性的勝利，打敗了克里斯蒂安一世的丹麥聯盟軍隊，又在西曼蘭成功阻止丹麥軍隊登陸。但是斯德哥爾摩仍在聯盟軍隊控制下。在欠缺艦隊下分離主義者軍隊無法有效封鎖斯德哥爾摩的港口，因此凱蒂爾·卡爾松召開國會會議，議決召回流亡國外的卡爾八世回國，卡爾八世回國時帶領一支艦隊及僱佣軍。分離主義者軍隊很快於1464年8月9日佔領了斯德哥爾摩城，但是斯德哥爾摩城堡仍在聯盟軍隊手上。
同時，由於教會和國外的政治壓力，小延斯·本格特松被釋放，並與克里斯蒂安一世和解。大主教抵達斯德哥爾摩後造成了主教們和卡爾八世之間的衝突，並迅速升格為雙方的戰爭。在與斯德哥爾摩城堡的丹麥駐軍結成同盟後，主教們很快就使卡爾八世的地位站不住腳。
凱蒂爾·卡爾松於1464年12月26日被選為護國公及國家執政，並與小延斯·本格特松共治，卡爾八世於1465年1月30日再度被廢黜，只剩下在芬蘭的數個城堡統治權。凱蒂爾·卡爾松的統治十分短暫，他不幸於1465年8月11日因為染上鼠疫而逝世。遺體葬於林雪坪主教座堂。自此，小延斯·本格特松成為單獨的國家執政，可惜他很快於1466年被樞密院廢黜並換上托特家族的埃里克·阿克塞爾松為國家執政，並於1467年由國王卡爾八世重新統治瑞典。
由斯圖爾家族領導的分離主義份子與支持卡爾馬聯盟的瓦薩家族埃里克·卡爾松之間的衝突在1469年爆發，分離主義者的領袖老斯頓·斯圖雷是1464年凱蒂爾·卡爾松帶領的起義中的貴族參與者，指揮分離主義者軍隊。當卡爾八世於1470年去世後，老斯頓·斯圖雷當選為攝政。老斯頓·斯圖雷在1471年於布倫克山戰役中擊敗了克里斯蒂安一世，使斯圖爾家族分離主義政黨控制了瑞典的下一代。瓦薩家族的古斯塔夫·瓦薩是老斯頓·斯圖雷的外甥孫，亦與凱蒂爾·卡爾松是堂親的關係，最終將在1523年升格成為分離主義政黨的領導人，並其後成為瑞典國王，標誌著瑞典世襲家族王朝瓦薩王朝的開始。